# Ronde van Korea
De Ronde van Korea is een jaarlijkse meerdaagse wielerwedstrijd in Zuid-Korea. De wedstrijd bestaat sinds 2001 en maakt deel uit van de UCI Asia Tour, in de categorie 2.1.

## Lijst van winnaars

### Overwinningen per land
| Overwinningen | Land |
| ------------- | --- |
| 4             | Zuid-Korea |
| 2             | Verenigd Koninkrijk |
| 1             | Australië, Canada, China, Duitsland, Hongkong, Ierland, Italië, Nieuw-Zeeland, Oezbekistan, Roemenië, Slovenië, Verenigde Staten, Zwitserland |

2001 ·
2002 ·
2003 ·
2004 ·
2005 ·
2006 ·
2007 ·
2008 ·
2009 ·
2010 ·
2011 ·
2012 ·
2013 ·
2014 ·
2015 ·
2016 ·
2017 ·
2018
2005 · 
2006 · 
2007 · 
2008 · 
2009 · 
2010 · 
2011 · 
2012 · 
2013 · 
2014 ·
2015 ·
2016 ·
2017 ·
2018 ·
2019 ·
2020 ·
2021 ·
2022 ·
2023 · 
2024 · 
2025
Belangrijkste wedstrijden

Ronde van Hainan · Japan Cup · Ronde van Sharjah · Ronde van het Taihu-meer · Ronde van Fuzhou · Ronde van Dubai · Ronde van Qatar · Ronde van Oman · Ronde van Langkawi · Ronde van Taiwan · Ronde van Iran · Ronde van Japan · Ronde van Korea · Ronde van het Qinghaimeer · Ronde van China I · Ronde van China II · Ronde van Almaty